# بژشنگتسا
بژشنگتسا (به لهستانی:  Brześnica) یک روستا در لهستان است که در گمینا دولسک واقع شده است. بژشنگتسا ۱۱۰ نفر جمعیت دارد و ۱۱۰ متر بالاتر از سطح دریا واقع شده است.